# Teixeira (Familienname)
Teixeira ist ein portugiesischer Familienname.

## Namensträger
- Abner Teixeira (* 1996), brasilianischer Boxer
- Abraham Senior Teixeira (um 1581–1666), portugiesischer Bankier und Großkaufmann
- Adelino Teixeira (Fußballspieler) (* 1952), portugiesischer Fußballspieler
- Adelino Teixeira (Radsportler) (* 1954), portugiesischer Radrennfahrer
- Adriano Teixeira (* 1973), brasilianischer Fußballspieler
- Alcides Ribeiro Teixeira (1918–2003), brasilianischer Pilzkundler
- Alex Teixeira (* 1990), brasilianischer Fußballspieler
- Aloísio Teixeira (1944–2012), brasilianischer Ökonom
- Anabela Teixeira (* 1973),  portugiesische Schauspielerin
- André Teixeira de Mesquita (1918–2009), brasilianischer Diplomat
- António Teixeira (Komponist) (1707–1776), portugiesischer Komponist und Cembalist
- António Teixeira de Sousa (1857–1917), portugiesischer Arzt und Politiker
- Antonio Carlos Guedes Teixeira, südafrikanischer Geschäftsmann und Motorsportmanager, siehe Tony Teixeira
- Anya Teixeira (1913–1992), britische Fotografin und Fotojournalistin
- Armando Gonçalves Teixeira (* 1976), portugiesischer Fußballspieler, siehe Petit (Fußballspieler)
- Artur Jorge Braga Melo Teixeira (1946–2024), portugiesischer Fußballspieler und Trainer, siehe Artur Jorge (Fußballspieler, 1946)
- Augustinho Teixeira (* 2005), brasilianischer Snowboarder
- Augusto Carlos Teixeira de Aragão (1823–1903), portugiesischer Militärarzt, Numismatiker, Antiquar und Historiker
- Aurora Teixeira de Castro (1891–1938), portugiesische Notarin, Rechtsanwältin, Autorin und Frauenrechtlerin
- Bryan Teixeira (* 2000), französischer Fußballspieler
- Constantino Teixeira († 1988), guinea-bissauischer Politiker
- Daniel Teixeira (* 1968), brasilianischer Fußballspieler
- Dante Martins Teixeira (* 1957), brasilianischer Vogelkundler und Ethnozoologe
- Dimas Teixeira (* 1969), portugiesischer Fußballspieler
- Dionatan Teixeira (1992–2017), brasilianisch-slowakischer Fußballspieler
- Douglas Franco Teixeira (* 1988), niederländisch-brasilianischer Fußballspieler, siehe Douglas (Fußballspieler, 1988)
- Eduardo Antônio Machado Teixeira (* 1993), brasilianischer Fußballspieler
- Edwin Teixeira de Mattos (1898–1976), niederländischer Bobfahrer
- Elsa Teixeira Pinto, Politikerin in Sao Tome und Principe
- Filipe Teixeira (* 1980), portugiesischer Fußballspieler
- Francisco Gomes Teixeira (1851–1933), portugiesischer Mathematiker
- Francisco Nunes Teixeira (1910–1999), portugiesischer römisch-katholischer Geistlicher, Bischof von Quelimane
- Francisco Teixeira da Silva (1826–1894), portugiesischer Kolonialgouverneur
- Getúlio Teixeira Guimarães (1937–2020), brasilianischer Ordensgeistlicher, Bischof von Cornélio Procópio
- Hermínia Teixeira (* 2003), são-toméische Kanutin
- Humberlito Borges Teixeira (* 1980), brasilianischer Fußballspieler
- Humberto Teixeira (1915–1979), brasilianischer Musiker, Komponist und Politiker
- Inácia Teixeira, osttimoresische Politikerin
- Isaac Chaim Senior Teixeira (1631–1705), jüdischer Kaufmann und Gemeindeführer
- Izabella Teixeira (* 1961), brasilianische Politikerin
- Jack Teixeira (* 2001), US-amerikanischer Flieger im Range eines Airman First Class
- João Teixeira (Fußballspieler, 1994) (João Rafael de Brito Teixeira; * 1994), portugiesischer Fußballspieler
- João Teixeira (Fußballspieler, 1996) (João Pedro da Silva Teixeira; * 1996), andorranisch-portugiesischer Fußballspieler
- João Teixeira Pinto (1876–1917), portugiesischer Offizier
- João Carlos Teixeira (* 1993), portugiesischer Fußballspieler
- João Miranda Teixeira (* 1935), portugiesischer Geistlicher, Weihbischof in Porto
- Joedison Teixeira (* 1994), brasilianischer Boxer
- Jorge Teixeira (* 1986), portugiesischer Fußballspieler
- José Teixeira (Politiker) (José Augusto Fernandes Teixeira; * 1964), osttimoresischer Politiker
- José Valmor César Teixeira (* 1953), brasilianischer Ordensgeistlicher, Bischof von São José dos Campos
- Judite Teixeira (1880–1959), portugiesische Dichterin und Schriftstellerin
- Kátia Cilene Teixeira da Silva (* 1977), brasilianische Fußballspielerin, siehe Kátia
- Luís Teixeira (Kartograf) (16. Jahrhundert), portugiesischer Kartograf
- Luís António Palha Teixeira (1896–1981), brasilianischer Ordensgeistlicher, Prälat von Marabá
- Luís Teixeira (Radsportler) (* 1953), portugiesischer Radrennfahrer
- Luís Maria Teixeira Pinto (1927–2012), portugiesischer Ökonom, Politiker und Hochschullehrer
- Manuel Teixeira (1631–1705), jüdischer Kaufmann und Gemeindeführer, siehe Isaac Chaim Senior Teixeira
- Manuel Teixeira (Historiker) (1912–2003), portugiesischer Priester und Historiker
- Manuel Teixeira (Schauspieler) (* 1988), portugiesischer Schauspieler
- Manuel Teixeira Gomes (1860–1941), portugiesischer Politiker, Präsident 1923 bis 1925
- Maria de Lourdes Braga de Sá Teixeira (1907–1984), portugiesische Pilotin
- Mário Teixeira Gurgel (1921–2006), brasilianischer Geistlicher, Bischof von Itabira-Fabriciano
- Mário Augusto Teixeira de Freitas (1890–1956), brasilianischer Statistiker
- Mark Teixeira (* 1980), US-amerikanischer Baseballspieler
- Marlon Teixeira (* 1991), brasilianisches Model
- Maxime Teixeira (* 1989), französischer Tennisspieler
- Milton Teixeira (1930–2012), brasilianischer Sportfunktionär und Autor
- Nils Teixeira (* 1990), deutscher Fußballspieler
- Nuno Teixeira (Regisseur) (1943–2020), portugiesischer Regisseur
- Nuno Teixeira (Schauspieler), portugiesischer Schauspieler
- Nuno Teixeira (Politiker) (* 1973), portugiesischer Politiker (PSD)
- Nuno Severiano Teixeira (* 1957), portugiesischer Politiker (PS) und Historiker
- Pablo Felipe Teixeira (* 1993), brasilianischer Fußballspieler
- Paula Teixeira da Cruz (* 1960), portugiesische Juristin und Politikerin
- Paulo Teixeira (* 1962), portugiesischer Lyriker
- Pedro Teixeira (Weltreisender) (* im 16. Jahrhundert – um 1650), portugiesischer Weltreisender und Gelehrter
- Pedro Teixeira (Bandeirante) (um 1585–1641), portugiesische Militärperson der Kolonialzeit Brasiliens, Amazonasforscher
- Pedro Teixeira (Mathematiker) (1857–1925), portugiesischer Mathematiker
- Pedro Teixeira (Leichtathlet), brasilianischer Leichtathlet
- Pedro Teixeira (Schauspieler) (* 1980), portugiesischer Schauspieler
- Pedro Teixeira (Fussballspieler) (* 1998), Schweizer Fußballspieler
- Pedro Teixeira Albernaz (um 1595–1662), portugiesischer Kartograf
- Ricardo Teixeira (Fußballfunktionär) (* 1947), brasilianischer Fußballfunktionär
- Ricardo Teixeira (Rennfahrer) (* 1982), portugiesisch-angolanischer Rennfahrer
- Ricardo Teixeira (Schauspieler), portugiesischer Schauspieler
- Rodrigo Teixeira (* 1973), brasilianischer Filmproduzent
- Sálvio de Figueiredo Teixeira (1939–2013), brasilianischer Jurist
- Telmo Teixeira-Rebelo (* 1988), deutsch-portugiesischer Fußballspieler
- Tony Teixeira, südafrikanischer Geschäftsmann
- Tristão Vaz Teixeira (um 1395–1480), portugiesischer Entdecker
- Uwe Trigo-Teixeira (1937–2019), deutscher Handballspieler
- Virgílio Teixeira (1917–2010), portugiesischer Schauspieler
- Walfrido Teixeira Vieira (1921–2001), brasilianischer Geistlicher, Bischof von Sobral